# 柬埔寨駐法國大使館
柬埔寨驻法兰西共和国大使馆（法語：Ambassade du Cambodge en France），是柬埔寨驻法国的外交代表机构，同时负责与柬埔寨有外交关系、但没有派驻常任领事机构的西班牙、葡萄牙、安道尔、摩纳哥、意大利、马耳他等国的领事服务。

## 历史简介
1953年，柬埔寨脱离法国独立并与法国建交，翌年，柬埔寨政府任命前首相西索瓦·莫尼勒为首任驻法国大使。此后，历任柬埔寨驻法国大使多由担任要职者出任。西索瓦·莫尼庞、宾努、福·波伦等人在卸任首相后均曾相继出任驻法大使。而贺南洪、布拉索昆在出任柬埔寨外交与国际合作部大臣以前亦曾担任驻法大使。
除了大使馆本馆之外，柬埔寨还在里昂、图卢兹以及兼辖国家意大利首都罗马设有名誉领事馆。